# Lee Seung-ryul
Lee Seung-yeoul, Hangul 이승렬 (ur. 6 marca 1989 w Bucheon) – południowokoreański piłkarz grający na pozycji napastnika. Obecnie zawodnik klubu FC Seoul.

## Kariera
Lee Seung-ryul od 2008 roku występuje w klubie FC Seoul.
W reprezentacji Korei Południowej zadebiutował 9 stycznia 2010 roku w meczu z Zambią. Został powołany na Mistrzostwa Świata w 2010 w Południowej Afryce.